# Eryngium horridum
Eryngium horridum é uma espécie de plantas da família das apiáceas.

## Descrição
Plantas eretas, perenes, robustas de aproximadamente 1,5 a 3 m de altura. Rizomas bem desenvolvidos, raízes fibrosas. Caule cilíndrico, rígido, bastante folhoso. Folhas basais coriáceas, lineares que podem chegar até 70 cm de comprimento por 3 cm de largura na base, estreitando-se de forma regular, terminando num espinho agudo e rígido. Margens com espinhos regularmente distribuídos a curtos intervalos em toda a sua extensão. Ao longo do caule ocorrem folhas coriáceas, de base amplexicaule, de formato lanceolado, terminando com espinho rígido e margens também com espinhos.